# Chiesa di Santa Maria dell'Idria
La chiesa di Santa Maria dell'Idria, insieme all'attiguo convento dei minori osservanti o dei missionari di san Vincenzo, è un complesso architettonico di Lecce. Sorge fuori dalle mura della città vecchia, poco distante da porta Rudiae.

## Storia
La chiesa fu costruita alla fine del Cinquecento; nel XVIII secolo fu quasi del tutto rifatta lasciando intatto solo l'esterno. Dal 1608 il convento fu tenuto dai padri osservanti fino al 1809, anno in cui l'ordine fu soppresso. Nello stesso anno la chiesa fu sconsacrata e diventò deposito. Dopo quasi cento anni, nel 1901 la chiesa fu riconsacrata e riaperta al culto, e da allora è officiata dai padri vincenziani.

## Descrizione
La semplice facciata rinascimentale è a due ordini animati da quattro nicchie contenenti le statue di san Francesco d'Assisi, di sant'Antonio da Padova, nel piano inferiore, di santa Chiara e di santa Irene, in quello superiore. Nel timpano spezzato è collocata la statua postuma di sant'Onofrio.
L'interno, il quale conobbe importanti modifiche nel corso del Settecento, è a navata unica e a croce latina con due cappelle per lato adorne di settecenteschi altari a colonne tortili realizzati in pietra leccese. Nel presbiterio è notevole la Gloria di san Vincenzo de Paoli attribuita ad Oronzo Tiso.